# Кепп Леонід Олександрович
Кепп Леонід (Леонтій) Олександрович (? — ?) — полковник Дієвої Армії УНР.

## Життєпис
Станом на 1 січня 1910 року — поручик 64-го піхотного Казанського полку (Білосток), у складі якого брав участь у Першій світовій війні. Останнє звання у російській армії — підполковник.
У 1918 році — викладач Інструкторської школи старшин. Під час Гетьманату був підвищений до рангу полковника. У період 06—07 березня 1919 року — начальник оборони Бердичева від більшовиків.
З 21 березня 1919 року і до середини літа 1919 року — командир 3-го Залізнично-Технічного полку Дієвої Армії УНР. З 13 жовтня 1920 року — начальник господарчої частини Кам'янень-Подільської спільної юнацької школи Армії УНР.
З 1923 року жив в еміграції в Калішу в Польщі.
Подальша доля невідома.